# علي بن كما
علي بن كما هو ابن أخ الحاكم البويهي ركن الدولة (وإخوته معز الدولة وعماد الدولة)، كان ضابطًا عسكريًا بويهيًّا برز بين البويهيين في ولاية الجبال، وكان يحظى بتكريم كبير بين أقاربه الديالميين. وعند وفاة عماد الدولة عام 949، عُيّن علي نائبًا لشاه الري من ركن الدولة، الذي ذهب إلى شيراز لتأمين خلافة ابنه هناك، عضد الدولة. وفي هذه الأثناء استغل السامانيون هذه الفرصة لغزو أراضي ركن الدولة، مما أجبر عليًّا على الفرار من الجبال. حوالي عام 959، اندلعت معركة بين علي والأمير الزياري بيستون، والتي أسفرت عن انتصار البويهيين. في عام 966، هزم علي وركن الدولة قوة كبيرة من الغزاة الذين وصلوا من خراسان. تُوفي ركن الدولة لاحقًا في عام 976 وخلفه ابنه فخر الدولة، الذي أعدم عليًا.